# 栄養寺
栄養寺（えいようじ）は愛媛県伊予市にある浄土宗の寺院。京都市にある知恩院の末寺。山号は泰昌山安楽院。

## 概要
- 1637年（寛永14年）に一説は豊臣秀頼の子国松丸として、大坂の陣後に難を逃れ、伊予国に各地に転々したという苦厭上人（1608年 – 1688年）が開山。宮内清兵衛正重が開基[2]。
- 宮内家の菩提寺で、清兵衛夫婦・兄の九右衛門・兄弟の父の庄左衛門の墓など灘町の開拓者の墓碑が並んでいる[1]。
- 正岡子規の書道の師で、漢学者の武知五友・宮内柳庵・陶惟貞そして俳人の仲田蓼邨の墓が残されている[1]。
- 栄養学の先駆者佐伯矩が「栄養」と命名と推測されている。佐伯矩顕彰碑・自画の扁額もある[1]。
- 山門は1845年（弘化2年）に建立[1]。伊予市指定景観重要建造物第2号[3]。